# Rovigo (província)
A província de Rovigo é uma província italiana da região do Vêneto com cerca de 240 000 habitantes, densidade de 114 hab/km². Está dividida em 50 comunas, sendo a capital Rovigo.
Faz fronteira a norte com província de Verona, com a província de Pádua e a província de Veneza, a este com , a sul com a Emília-Romanha (província de Ferrara) e a oeste com a Lombardia (província de Mântua).